# Pulsarella
Pulsarella é um gênero de gastrópodes pertencente a família Borsoniidae.

## Espécies
- Pulsarella clevei (Jousseaume, 1883)
- Pulsarella cognata (E. A. Smith, 1877)
- Pulsarella fultoni (G.B. Sowerby III, 1888)
- Pulsarella komakimonos (Otuka, 1935)